# 브라단 파서

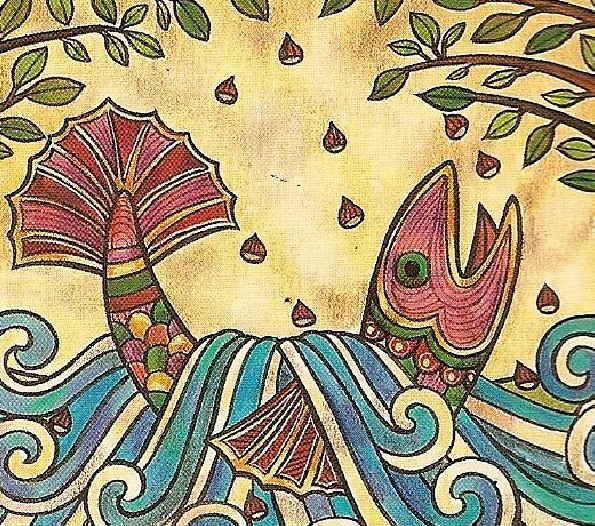

브라단 파서(아일랜드어: bradán feasa→지혜의 연어)는 아일랜드 신화에 등장하는 짐승이다.
원래 평범한 연어였는데, 토버르 세거스(지혜의 우물) 주변으로 자란 개암나무 9그루에서 떨어진 개암 열매를 주워먹고 세상의 모든 이치에 통달했다고 한다. 이 연어의 살을 먹은 자는 그와 같은 이치를 얻게 된다. 한편, 사실 이것은 보통 연어가 아니고 핀탄 막 보크라가 연어로 둔갑한 것이라는 이야기도 있다.
「핀의 유년기」에서 핀 에케스라는 시인이 7년 동안 이 연어를 잡으려 했다. 마침내 연어를 잡은 에케스는 당시 그 밑에서 시중을 들며 배우고 있던 핀 막 쿠월에게 연어를 요리해 오라고 시키고, 절대 먹지 말라고 일렀다. 핀은 연어가 다 익었는지 알아보려고 엄지손가락으로 언어를 찔러 보았다가 뜨거운 지방에 화상을 입었다. 핀은 진통을 위해 엄지를 입에 넣고 빨았는데, 이 때 먹은 기름 한 방울만으로도 핀은 거대한 지혜를 얻게 되었다. 핀이 에케스에게 다 구운 연어를 갖고 갔는데, 에케스는 제자의 두 눈에 예전에 보이지 않던 광채가 도는 것을 보고 연어를 먹었냐고 추궁했다. 핀은 아니라고 대답하고 좀 전에 있던 일을 설명했다. 에케스는 핀이 연어의 지혜를 얻게 된 것을 알고는 연어구이를 핀에게 통째로 양보했다. 그 뒤로도 핀은 엄지를 깨물면 지혜가 떠올랐다고 한다.
웨일스 신화에서는 탈리에신이 거의 똑같은 경로로 지혜를 얻고, 노르드 신화에서는 시구르드가 비슷한 일을 겪는다.

## 같이 보기
- 스칼드스카파르 먀다르

## 참고 자료
- The boyhood of Fin mac Cumhal In: T. W. Rolleston (ed.) The High Deeds of Finn and other Bardic Romances of Ancient Ireland, G. G. Harrap & Co., 1910, pp. 106–115.
- The Salmon of Knowledge Celtic.org. Retrieved 14 December 2011.
- The Boyhood Deeds of Finn mac Cumhaill